# Litton
Litton Industries byl americký koncern založený roku 1953 a pojmnovaný podle vynálezce Charlese Littona. Po svém vzniku se firma zaměřovala na přístroje pro navigaci, komunikaci a elektronický boj. Výrobní program se postupně rozšířil a společnost později vlastnila významné loděnice Avondale Shipyard a Ingalls Shipbuilding, ale i vyráběla mikrovlnné trouby. Počátkem 90. let byla společnost rozdělena na civilní a zbrojní část, přičemž roku 2001 byla koupena zbrojním koncernem Northrop Grumman.